# Teorema de Shimura-Taniyama-Weil
O teorema de Shimura-Taniyama-Weil ou teorema da modularidade, anteriormente conhecido como conjectura de Shimura-Taniyama, é um teorema matemático que estabelece uma importante relação entre as formas modulares, certas funções holomórficas estudadas pela teoria dos números e as curvas elípticas, que são objetos da geometria algébrica.
Apesar do nome, que é este por ter sido criada pelos matemáticos Yutaka Taniyama, Goro Shimura e André Weil, esta conjectura já foi provada por Andrew Wiles, Richard Taylor e diversos outros matemáticos. O teorema tem grande importância porque permite que certos problemas da geometria algébrica sejam resolvidos com técnicas da teoria dos números e unifica dois campos distintos da matemática.
Uma das conseqüências da validade do teorema foi a formulação do teorema de Wiles, utilizado na demonstração do chamado "Último Teorema de Fermat" por Andrew Wiles em 1994.